# Sven Björkman (borgmästare)
Sven Björkman, född 30 juli 1715 i Norrköping, Östergötlands län, död 18 februari 1784 i Norrköping, var en svensk borgmästare, riksdagsledamot och politiker.

## Biografi
Björkman föddes 1715 i Norrköping och var son till tullskrivaren Sven Björkman (1671–1734) och Maria Timan. Björkman blev 1731 student vid Uppsala universitet och 1739 auskultant vid Göta hovrätt. 1741 blev han notarie i Norrköping och 1744 fick han titeln hovrättskommissarie. Björkman blev 1749 rådman i Norrköpings rådhusrätt, samt preses i Norrköpings hallrätt och manufakturätt 1751. 1760 fick Björkman titeln som borgmästare. Han blev 1762 handelsborgmästare och politieborgmästare i Norrköping. Björkman avled 1784.
Björkman  var riksdagsledamot för borgarståndet i Norrköping vid riksdagen 1760–1762.
Björkman var gift med Katarina Lindström.